# Osmanische Kalligrafie
Die Osmanische Kalligrafie stellt eine regionale Weiterentwicklung der traditionellen islamischen Kalligrafie im Osmanischen Reich dar und ist ein wichtiger Bestandteil der Kultur des Osmanischen Reichs. Im Zuge der Expansion des Reichs ab dem 15. Jahrhundert wurde die Kalligrafie von den Sultanen in spezialisierten Hofschreibereien gefördert. Sie diente, wie andere in den Osmanischen Hofmanufakturen gepflegte Künste und Kunsthandwerke, neben rein künstlerischen Zwecken auch der Selbstvergewisserung und Repräsentation des wachsenden Osmanischen Reichs, das sich seit der Mitte des 15. Jahrhunderts mit der Eroberung von Konstantinopel (1453), des ägyptischen Mamlukensultanats, in der kriegerischen und kulturellen Auseinandersetzung mit dem Perserreich sowie dem Westeuropa der Renaissance und späterer Epochen als Weltmacht und vorherrschende Macht in der islamischen Welt etablierte.

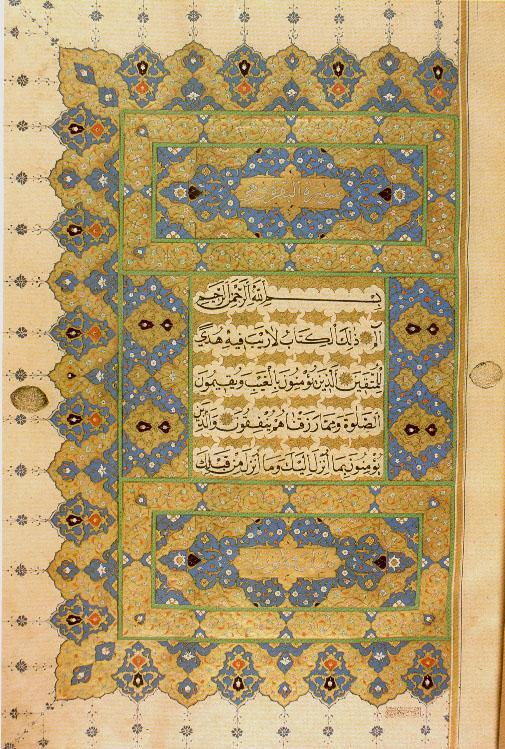
Koranseite von Ahmed Karahisari, 16. Jh., Topkapı-Palast, Istanbul

## Ursprünge
Nach der strengen Auslegung des islamischen Bilderverbots ist die bildliche Darstellung von Menschen oder Tieren nicht erlaubt. Seit der Kodifizierung des Koran durch ʿUthmān ibn ʿAffān im Jahr 651 AD/AH 19 und den Reformen des Umayyadenkalifen ʿAbd al-Malik ibn Marwān hat sich die Islamische Kunst besonders auf die dekorative Schrift und das Ornament konzentriert. Als Begründer der islamischen Kalligrafie gelten Ibn Muqla, der im 10. Jahrhundert lebte, und sein Schüler Ibn al-Bawwab.
Unter den von Ibn Muqla entwickelten sechs klassischen Schreibstilen der arabischen Kalligrafie waren im Osmanischen Reich besonders die künstlerische Thuluth und die Kanzleischriften Taliq und Diwani gebräuchlich. Die Schriften wurden nicht nur in der Buchkunst, sondern auch als dekorative Ornamente in der Architektur oder zum Schmuck von Keramiken oder Metallarbeiten verwendet. Eine stilisierte Form der Kufi-Schrift findet sich oft in den „pseudo-kufischen“ Hauptbordüren anatolischer Knüpfteppiche des 16. Jahrhunderts. Der Brauch, ein einmal erfundenes Muster oder Ornament zur Dekoration verschiedenster Materialien zu verwenden, ist allgemein charakteristisch für die islamische Kunst, auch die des Osmanischen Reiches.

## Bekannte Kalligrafen
Bekannte osmanische Kalligrafen waren Şeyh Hamdullah, Ahmed Karahisari und Hâfız Osman. Von der Zeit Mehmeds II. an wurden die Kalligrafen nach ihrer Funktion unterschieden. Die Kanzleischreiber (munşi) verwendeten hauptsächlich die Kanzleischriften Taliq und Diwani, die künstlerischen Schreiber, denen die bekanntesten Werke der osmanischen Kalligrafie zu verdanken sind, verwendeten die Rundschriften Naschī, Muhaqqaq und die davon abgeleiteten Raiḥān, Sülüs, und Reqa.

## Werkzeuge
Das für die Kalligrafie verwendete Papier wurde traditionell mit Pflanzenstärke („ahar“) in einem Klebeharz bestrichen, dem manchmal auch Farbstoffe zugefügt wurden, um die Oberfläche mit einer nicht saugenden Grundierung zu bedecken. Anschließend wurde das Papier mittels eines eiförmigen Glätters (meist aus Glas) geglättet. Solcherart vorbehandeltes Papier wurde auch aus Europa, bevorzugt aus Venedig, importiert, dann aber meist noch einmal auf Hochglanz nachgeglättet, bis die Oberfläche dem Pergament ähnlich sah. Die klassischen Schreibfedern bestanden aus Schilfrohr, das je nach der geplanten Kalligrafieschrift entsprechend zugeschnitten wurde. Das Zuschneiden erfolgte auf einer Schneideunterlage („makta“). Diese oft künstlerisch gestalteten Unterlagen werden manchmal als Federablage bezeichnet, das türkische Wort bedeutet „etwas, auf dem etwas geschnitten wird“. Die Messer hatten kunsthandwerklich gefertigte Griffe aus Holz oder Elfenbein, die Schneideunterlagen aus Knochen, Perlmutt oder Elfenbein. In großen Zahlen kunsthandwerklich hergestellt, wurden aus Schere, Messer und Schneidunterlage bestehende Schreibsets in kunstvoll gestalteten Behältern auch als Ehrengaben verschenkt.

## Erzeugnisse

### Koranhandschriften
Kalligrafen, die sich auf Abschriften des Koran spezialisierten, wurde der höchste Respekt gezollt, da das Abschreiben des Korans zu den verdienstvollsten frommen Übungen zählt. Zu den bekanntesten Kalligrafen, in deren Werkstätten kostbar dekorierte und illuminierte Koranabschriften angefertigt wurden, zählt wiederum Hâfız Osman, der größte osmanische Kalligraf des 17. Jahrhunderts. Auch nach der Eroberung des Mamlukenreiches blieb die Tradition der Koranabschrift im Osmanischen Reich weiterhin dem Kanon der persischen Schulen, beispielsweise von Täbriz, verpflichtet. Die Kalligrafen im Gebiet des ehemaligen Mamlukenreichs konnten bis weit ins 16. Jahrhundert hinein ihre eigenständige Tradition im syro-ägyptischen Stil des 13. und 14. Jahrhunderts bewahren. Dieser ist gekennzeichnet durch kräftigere, monumentaler proportionierte Versionen der Naschī, Muhaqqaq, Sülüs und Reqa.

### Hilye-i Şerif

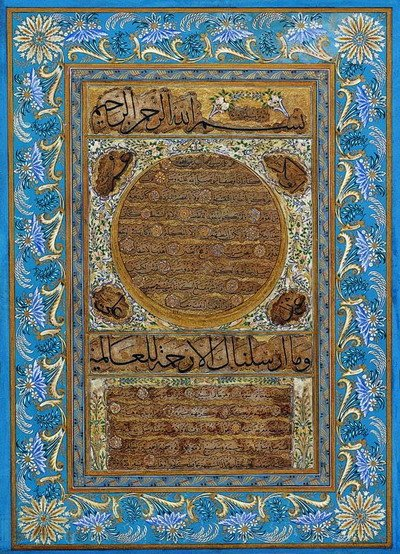
Hilya von Hâfız Osman, 1642–1698

Ausgehend von den Kalligrafien Hâfız Osmans entwickelte sich die osmanische Ausprägung der Hilye-i Şerif, welche die Schönheit von Mohammeds äußerer Erscheinung und seines Charakters hervorhebt und in visuell ansprechender Form darstellt. Solche kalligrafischen Werke wurden oft gerahmt und als Wandschmuck in Häusern, Moscheen und Schreinen aufgehängt. Als ornamentale Schriftkunst stellten sie eine ästhetisch ansprechende symbolische Darstellung des Propheten dar, ohne das innerhalb des Islam umstrittene Bilderverbot zu verletzen.

### Tughra

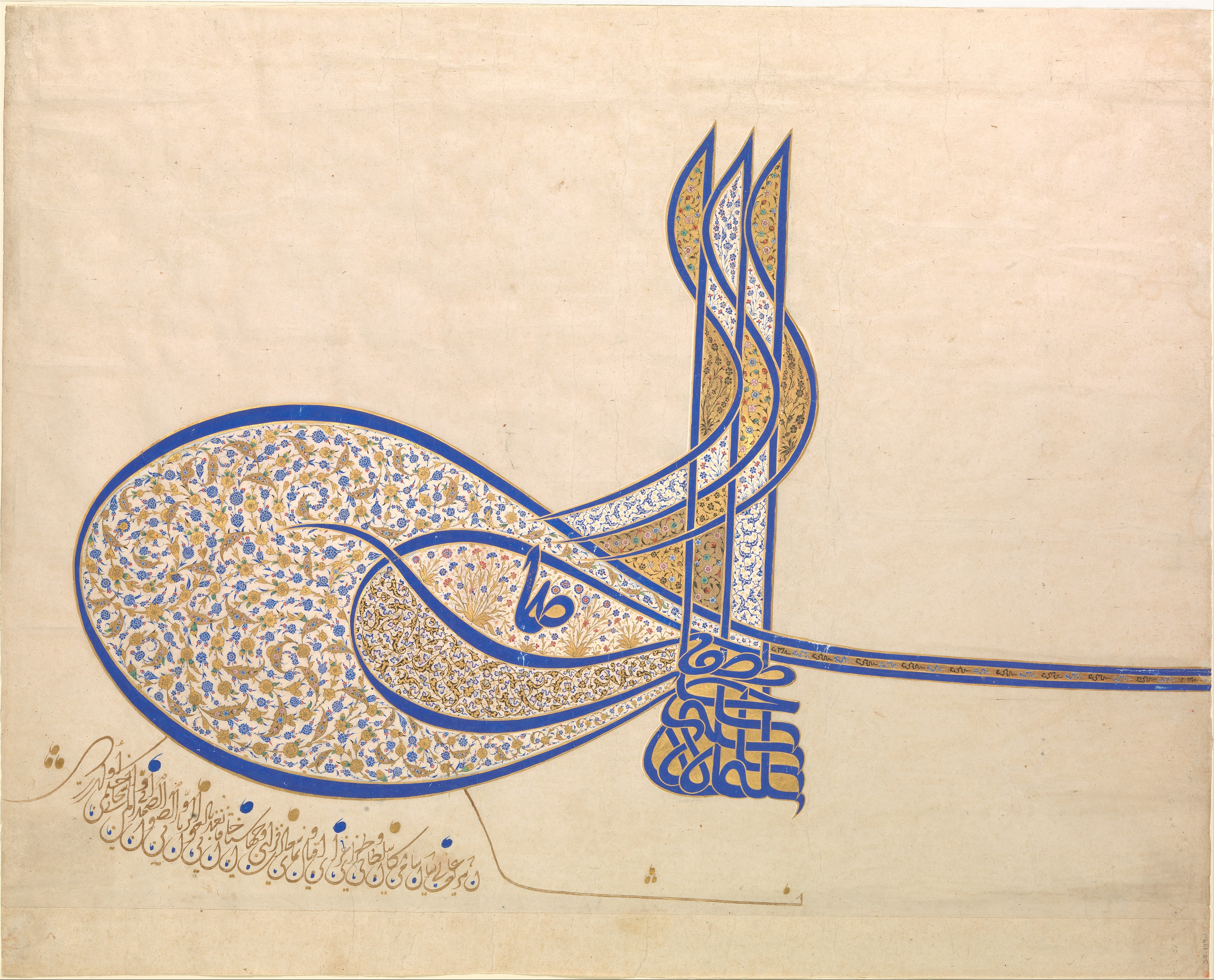
Tughra Süleimans I., 1520

Die osmanische Tughra entwickelte sich als offizieller, ursprünglich handschriftlicher Namenszug der osmanischen Sultane. Sie gab den imperialen Schreiben, einem Siegel gleich, Gültigkeit und beglaubigte sie. Die Tughras darauf wurden – je nach der Vorliebe des Sultans und seiner Zeit sowie nach der Bedeutung des Anlasses und des Adressaten – schlicht ausgeführt oder mit kostbaren Farben geschrieben beziehungsweise gemalt und prächtig illuminiert.

### Vakıfname
Besonders kostbar ausgestaltete Register religiöser Stiftungen („vakıfname“) wurden meist in Buchform hergestellt und betonten Frömmigkeit und gesellschaftlichen Status der Stifter.

### Kalligrafie in der Architektur

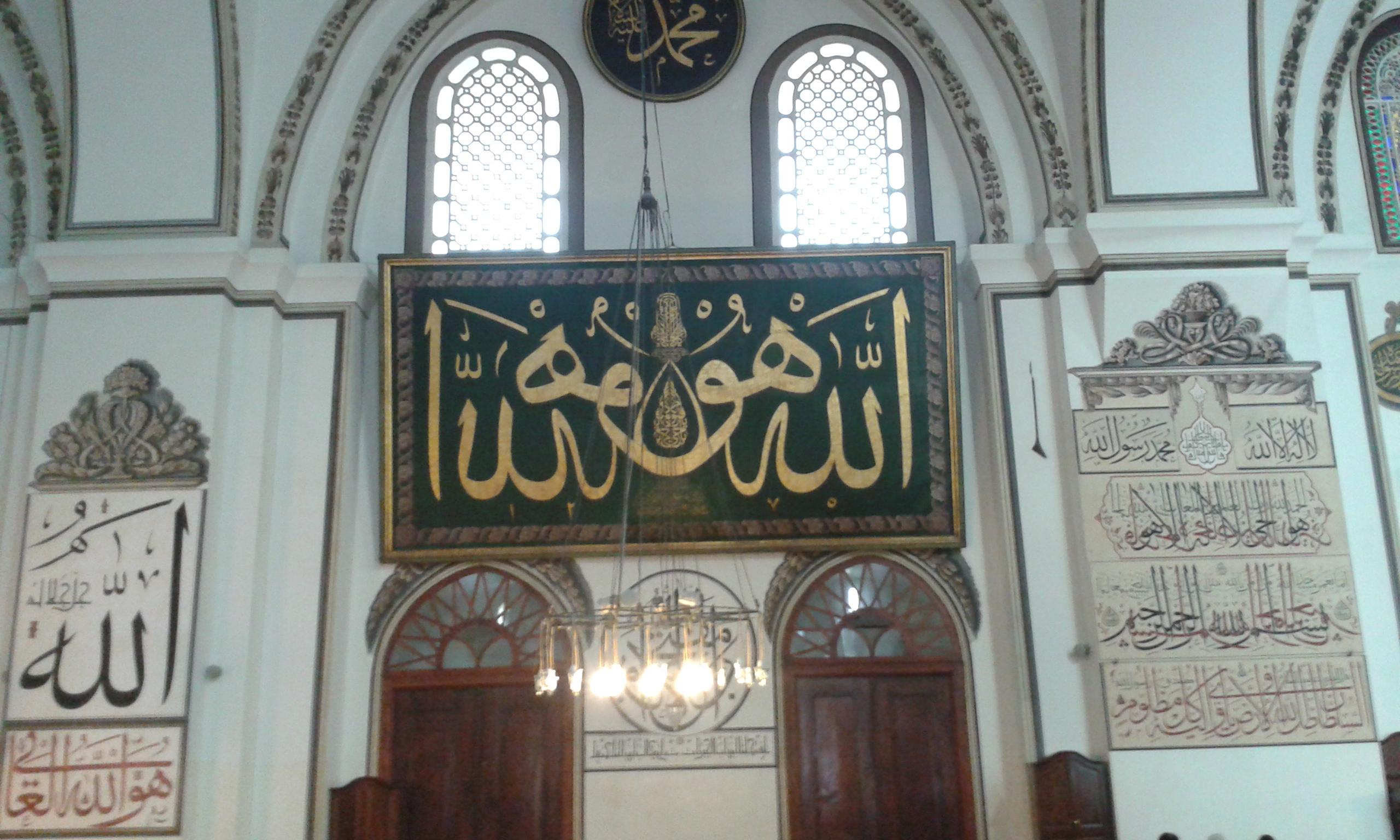
Kalligrafien in der Großen Moschee von Bursa, 19. Jh.

Kalligrafische Ornamente wurden häufig in der osmanischen Architektur verwendet. Die Osmanen erbten von der vorausgegangenen Seldschukendynastie ein reiches Repertoire architektonischer Inschriften, beispielhaft zu sehen in der Vorhalle der Grünen Moschee in Bursa, die im Übergang von der Seldschuken- zur frühosmanischen Zeit im frühen 15. Jahrhundert im Auftrag Sultan Mehmeds I. errichtet wurde. Weitere Beispiele finden sich an der Innenfassade des großen Tors zum ersten Hof des Topkapı-Palasts, dem Bab-i Humayun, erbaut etwa 1465 unter Mehmed II., sowie auf den Marmormosaiken der Fassade des Palastschatzhauses, sowie der Beyazıt-Moschee Bayezids II. in Istanbul. Im Verlauf des 16. Jahrhunderts wurden Inschriften, meist Koranzitate, eher im Inneren von Gebäuden angebracht. Die bekanntesten Kalligrafien im Innenraum einer Moschee sind die kalligrafischen Koraninschriften von Seyyid Kasim Gubari in der Sultan-Ahmed-Moschee, der mit monumentalen Kalligrafien ausgestattete Innenraum der Großen Moschee von Bursa, oder die Namensschilder in der Hauptkuppel der Hagia Sofia, die im 19. Jahrhundert von Mustafa İzzet gefertigt wurden.